# Hans Friedrich von Rohr
Hans Friedrich von Rohr (geb. 1. Februar 1679; gest. 11. Februar 1735) war ein preußischer Landrat.

## Herkunft und Leben

Stammwappen derer von Rohr (Brandenburg)

Hans Friedrich von Rohr war Angehöriger des Adelsgeschlechts Rohr. Er war der Sohn von Christian Ewald von Rohr († 1697), Erbherr auf Wilmersdorf, kurbrandenburgischer Hauptmann und dessen Ehefrau Anna Katharina, geb. von Zitzewitz. Er amtierte bis zu seinem Tod am 11. Februar 1735 als erster Landrat im Landkreis Lebus. Im folgte sein Sohn Philipp Ludwig Ewald von Rohr, der mittels Ordre vom 9. März 1735 zum Landrat ernannt und am 16. März 1735 bestallt wurde.

## Persönliches
Hans Friedrich von Rohr war Erbherr auf Wilmersdorf und mit Anna Katharina von Dockum († 22. Februar 1725) verheiratet. Das Ehepaar hatte 11 Kinder, darunter Philipp Ludwig Ewald von Rohr (* 1711), vermählt seit 1738 mit Katharina Charlotte von Waldow, sowie Johanna Henriette von Rohr (1716–1745), seit 1738 mit Albrecht Ehrenreich von Strantz (1711–1766) verheiratet.